# Tigrillos de la UANL
El Club de Fútbol Tigrillos de la Universidad Autónoma de Nuevo León, o simplemente los Tigrillos de la UANL, fue un equipo de fútbol mexicano que jugó en la Primera División 'A' de México, la Segunda División de México y la Tercera División de México. Tuvo como sede la ciudad de San Nicolás de los Garza, Nuevo León. Era la filial de los Tigres de la UANL.

## Historia
El equipo de los Tigrillos se funda en el año de 1991 con el nombre de "Tigrillos de la UANL". Iniciarían participando en la Tercera División hasta la temporada 1993-94 cuando lograron ganar el título frente al Coacalco y con esto el ascenso a la Segunda División de México.
En Segunda división, Osvaldo Batocletti se haría cargo del equipo, y para la temporada 1995-96 logran el título y el ascenso a Primera División 'A', frente al Club Deportivo Tapatío, llegando así en tan sólo 2 temporadas a la segunda división más importante del país.
Una vez en Primera 'A' cambian el nombre del club a "Tigrillos de la U de Nuevo León". En esta división protagonizó junto a Tigres los torneos de Invierno 1996 y Verano 1997 buscando el ascenso, en ambos casos calificó a liguilla; para el torneo de Invierno 1997 tiene un mal paso quedando fuera de liguilla; pero en Verano 1998 alcanzarían la liguilla donde superaron a Pachuca (2-2) en cuartos de final, en semifinal dio cuenta de Correcaminos 3-3 global en ambas series avanzó por su mejor colocación general; en la final enfrenta a Zacatepec FC perdiendo el primer duelo 3-1 pero en casa golea 3-0 para ganar su primer y único título en la subdivisión. En la final de Ascenso enfrenta a Pachuca donde empatarían el primer juego 2-2 y en Pachuca son vencidos 2-0 el estratega del equipo era Sergio Orduña. Posteriormente los Tigrillos en Invierno 98 caen con 20 puntos al 17° lugar; en Verano 99 queda penúltimo lugar con 19 puntos y su mejor diferencia de goles le impidió ser último.
Para 1999 con el arraigo de los Tigres la directiva felina decide traspasar el equipo de Monterrey a Ciudad Juárez, Chihuahua tomando el mote de Tigres de Ciudad Juárez esto para retornar fútbol de ascenso desde que las Cobras militaran hacia 7 años. En 2001, el equipo cambia nuevamente de ciudad, ahora a Saltillo, Coahuila en un intercambio con Monterrey muy extraño Saltillo Soccer que era administrado por los Rayados se convierte en Tigrillos de Saltillo para ser administrados por Tigres y Tigres de Ciudad Juárez se convierte en Cobras de Ciudad Juárez que administraría Monterrey. Y es que justamente el equipo no tuvo apoyo porque la afición de Juárez no se identificaba con los colores de los Tigres. En Saltillo su mayor logro fue la final del Verano 2002, la cual perdieron contra el Real San Luis. En 2003 nuevamente Tigrillos regresa a San Nicolás jugando solo el torneo de apertura para en el clausura 2004 se trasladaría a la Ciudad de México debido a que Tigres le "rento" la franquicia a Club América que le cambió el nombre a Tigrillos Coapa para usarlos como filial.
En 2005 los Tigrillos retornan al mando de Tigres que los traspasa a Los Mochis para llamarlos Tigrillos Broncos Los Mochis. Finalmente en 2009 con la reestructuración de la Primera División A para llamarse Liga de Ascenso el equipo que nuevamente jugaba en San Nicolás de los Garza desaparece quedando absorbida por la FMF; en la actualidad Tigres tiene equipo en la Liga de Nuevos Talentos de Segunda División pero tiene el mismo nombre que los Tigres y no se considera una replica de este equipo.

## Jugadores
Oscar Vallejo Duarte ( Uruguay 🇺🇾)

### Campeones de goleo
| Nombre          | País   | Torneo      | Cuota    |
| --------------- | ------ | ----------- | -------- |
| Valtencir Gomes | Brasil | Verano 1998 | 12 goles |

## Palmarés
| Competición nacional                 | Títulos      | Subcampeonatos |
| ------------------------------------ | ------------ | -------------- |
| Primera División 'A' de México (1/1) | Verano 1998. | Verano 2002.   |
| Campeón de Ascenso (0/1)             |              | 1997-1998.     |
| Segunda División de México (1)       | 1995-1996.   |                |
| Tercera División de México (1)       | 1993-1994.   |                |